# Concerto pour flûte (Jolivet)
Pour les articles homonymes, voir Concerto pour flûte.
André Jolivet compose son concerto pour flûte en 1949. Écrit pour flûte solo et cordes,, il est créé le 24 janvier 1950 par Jean-Pierre Rampal.
L'exécution de œuvre dure environ 13 minutes. Elle fait à présent partie du répertoire standard pour flûte et plusieurs flûtistes de premier plan l'ont enregistrée,.

## Contexte
Jolivet, qui associe le son de la flûte avec le « souffle de vie », est particulièrement fasciné par ses connotations « primitives ».
En 1944, il compose Chant de Linos à l'occasion d'un concours au Conservatoire de Paris. Jean-Pierre Rampal remporte le premier prix et lui et Jolivet deviennent proches amis. Cinq ans plus tard, le compositeur écrit le concerto pour flûte pour Rampal.

## Présentation
Le concerto est conçu en quatre mouvements courts qui suivent une structure lente-rapide-lente-rapide qui rappelle la sonata da chiesa italienne du XVIIe siècle. Bien que tonalement aventureuse, l’œuvre est remarquable pour sa simplicité mélodique et l'absence de virtuosité gratuite qui la placent à l'écart de la tradition romantique des concertos spectacles.
La pièce commence par une douce mélodie mélancolique mais devient de plus en plus agitée et dissonante tandis qu'entrent les cordes, bien que certains passages lumineux apparaissent encore parfois. Après le sombre mouvement lent, l’œuvre se termine par un allegro risoluto et un final résolu et palpitant,.
Comme l'écrit le critique Antoine Goléa :
« C'est l'une des œuvres de Jolivet où la violence cède la place à la tendresse, la force et la passion créent du charme... parfois lyrique, parfois piquant et capricieux. »

## Mouvements
1. Andante cantabile
2. Allegro scherzando
3. Largo
4. Allegro risoluto

## Discographie (sélection)
- Jean-Pierre Rampal (flûte) - Orchestre Lamoureux - direction : André Jolivet - enregistré en 1966, Warner - Erato 2564 61320-2 (2004).
- Alexander Korneev (flûte) - Orchestre symphonique Tchaïkovski de la Radio de Moscou - direction : André Jolivet, Melodia D-017-995-8 (1966).
- Aurèle Nicolet (flûte) - Orchestre Régional Provence Côte d’Azur - direction : Philippe Bender, Lyrinx 8211/029 (1983).
- Susan Milan (en) (flûte) - City of London Sinfonia - direction : Richard Hickox, Chandos Records CHAN 8840 (1989).
- Petri Alanko (flûte) - Orchestre symphonique de la radio finlandaise - direction : Jukka-Pekka Saraste, Ondine Records - ODE 802-2 (1993).
- Manuela Wiesler (flûte) - Tapiola Sinfonietta - direction : Paavo Järvi, Bis Records - 739 (1996).
- Sarah Louvion (flûte) - Ensemble du Festival flûte-haubois en Livradois - direction : Ariel Zuckermann, Farao Classics - B108032 (2008).
- Fernand Dufrene (flûte) - Orchestre National de la Radiodiffusion Française - direction André Jolivet. "Les rarissimes d'André Jolivet" - (P) 2004 EMI Classics -  (EAN 0724358523720)
- Sami Junnonen (flûte) – Helsinki Chamber Orchestra – direction : James S. Kahane, Resonus Classics – RES10335 (2024).